# Ero leonina
Espèce
Synonymes
- Theridium leoninum Hentz, 1850

Ero leonina est une espèce d'araignées aranéomorphes de la famille des Mimetidae.

## Distribution
Cette espèce se rencontre aux États-Unis en Illinois, en Indiana, en Ohio, au Michigan et au Wisconsin et au Canada en Colombie-Britannique, en Ontario, au Québec, en Nouveau-Brunswick et en Nouvelle-Écosse,.

## Description

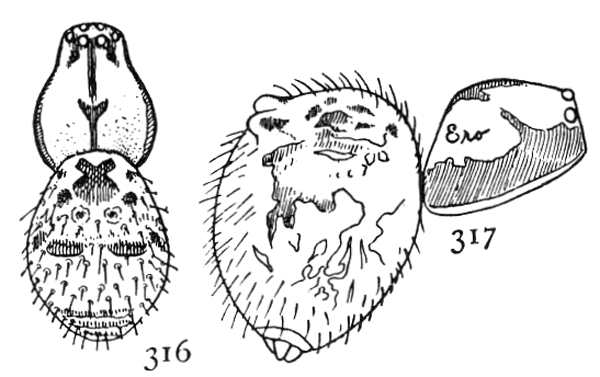
Ero leonina ♀

Les mâles mesurent de 2,3 à 2,6 mm et les femelles de 2,7 à 3,4 mm.

## Systématique et taxinomie
Cette espèce a été décrite sous le protonyme Theridium leoninum par Hentz en 1850. Elle est considérée comme synonyme d'Ero furcata par Comstock en 1940 puis considérée comme une sous-espèce d'Ero furcata par Archer en 1941. Elle est élevée au rang d'espèce par Kaston en 1977.

## Publication originale
- Hentz, 1850 : « Descriptions and figures of the araneides of the United States. » Boston Journal of Natural History, vol. 6, p. 18-35 & 271-295 (texte intégral).